# Vlag van Hoenderloo

Vlag van Hoenderloo

De vlag van Hoenderloo is de dorpsvlag van het dorp Hoenderloo in de Nederlandse provincie Gelderland, en toont drie horizontale banen in de kleurencombinatie groen-geel-paars.

## Symboliek
De drie kleuren hebben elk een symbolische betekenis.
- Groen: staat voor het bos.
- Geel: staat voor het zand.
- Paars: staat voor de heide.[1]

## Verwante afbeelding

Vlag van Quindío

Acquoy
· Beekbergen-Lieren
· Beemte Broekland
· Bemmel
· Bennekom
· Bredevoort
· Deil
· Doornenburg
· Ederveen
· Elden
· Emst
· Enspijk
· Epse
· Gameren
· Gellicum
· Groenlo
· Harskamp
· Herwijnen
· Heukelum
· Heveadorp
· Hoenderloo
· Kerkdriel
· Klarenbeek
· Kootwijkerbroek
· Laag-Keppel
· Lathum
· Leuvenum
· Loenen
· Loil
· Meteren
· Netterden
· Oosterhuizen
· Radio Kootwijk
· Rumpt
· Schaarsbergen
· Spijk
· Stroe
· Teuge
· Uddel
· Ugchelen
· Vaassen
· Vierhouten
· Voorthuizen
· Vredenburg/Kronenburg